# Cenk Gönen
Cenk Gönen est un footballeur international turc né à Izmir (Turquie) le 21 février 1988, et qui évolue au poste de gardien de but pour Kayserispor.

## Carrière

### Carrière en club
Il commence sa carrière en junior avec l’équipe de Göztepe au poste de gardien de but. Il est le neveu de l’ancien gardien de but de Turquie Ali Artuner. Il joue son premier match professionnel contre Beşiktaş. Il est transféré à Denizlispor en 2005, prêté par ce club à Altay en 2008 et retourne au club après avoir gagné plus d’expérience. Son contrat avec Denizlispor se termine le 31 mai 2011. Le club de Beşiktaş annonce à la bourse et sur son site officiel avoir commencé les négociations avec Denizli. Cenk signe un contrat de cinq ans avec le Beşiktaş JK|,.

### Carrière en sélection

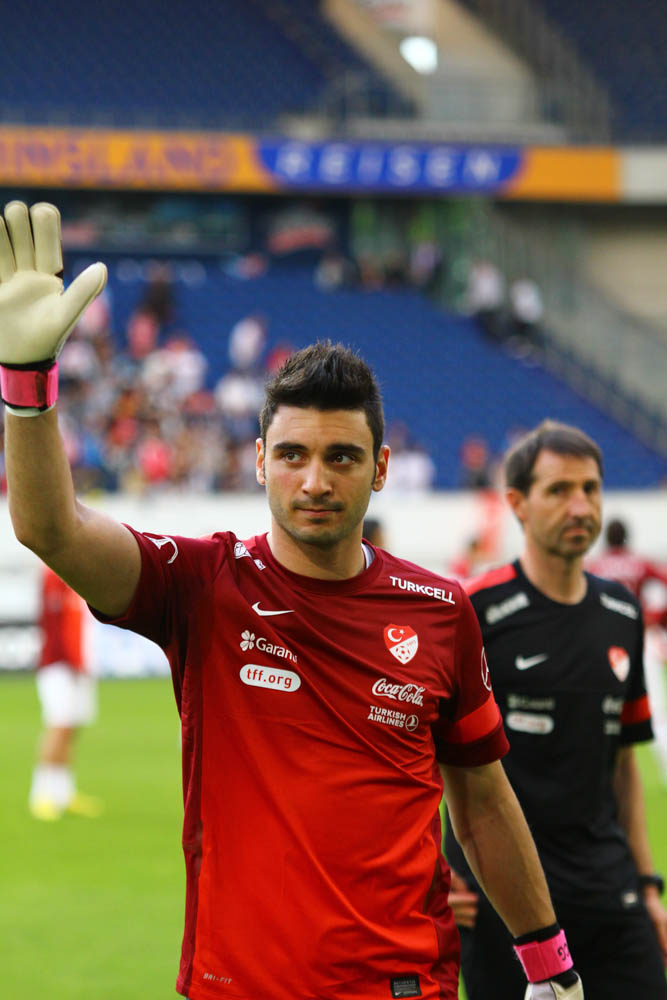
Cenk Gönen avec la sélection turque

## Sources
- Site Internet Personnel de Cenk Gönen

- (tr) Cet article est partiellement ou en totalité issu de l’article de Wikipédia en turc intitulé « Cenk Gönen » (voir la liste des auteurs) (dernière visite le 23 juin 2010).